# Chiswick
Chiswick es una zona adinerada del Oeste de Londres, (Inglaterra) Reino Unido, ubicada 9,5 km al oeste de Charing Cross, la cual cubre la parte oriental del municipio de Hounslow.

## Demografía
La población de la parroquia de Chiswick desde 1801 a 1951 es la siguiente.
| Año       | 1801  | 1811  | 1821  | 1831  | 1841  | 1851  | 1861  | 1871  | 1881   | 1891   | 1901   | 1911   | 1921   | 1931   | 1941 | 1951   |
| Población | 3.235 | 3.892 | 4.236 | 4.994 | 5.811 | 6.303 | 6.505 | 8.508 | 15.975 | 21.963 | 29.809 | 38.697 | 40.938 | 42.246 | n/a  | 41.207 |

La parroquia ocupaba 1.120 acres (4,5 km²) en 1801, 1.245 acres (5,04 km²) en 1881 y 1.276 acres (5,16 km²) en 1951.

### Censo de 2001
La población de los distritos electorales del Municipio Londinense de Hounslow que corresponden a Chiswick se indica a continuación.
| Distrito electoral  | Total  | Masculinos | Femeninos |
| ------------------- | ------ | ---------- | --------- |
| Chiswick Homefields | 10.290 | 4.942      | 5.348     |
| Chiswick Riverside  | 10.935 | 5.422      | 5.513     |
| Turnham Green       | 10.184 | 4.839      | 5.345     |
| Total               | 31.409 | 15.203     | 16.206    |

El porcentaje de personas en los 3 grupos étnicos blancos fue de 85%, con el 15% restante distribuidos en los otros doce grupos. 62,9% de los encuestados declararon que eran cristianos, el 27,7% no tenía ninguna religión o no declararon su religión, y el resto se repartió en otras religiones. 2,4% fueron clasificados como "económicamente activos, desempleados".